# Bursera macvaughiana
Bursera macvaughiana är en tvåhjärtbladig växtart som beskrevs av R. Cuevas G. & J. Rzedowski. Bursera macvaughiana ingår i släktet Bursera och familjen Burseraceae. Inga underarter finns listade i Catalogue of Life.